# Tis (Janov)
Tis (německy Eiben) je malá vesnice, část obce Janov v okrese Rychnov nad Kněžnou. Nachází se asi 1 km na severozápad od Janova. V roce 2009 zde bylo evidováno 35 adres. V roce 2001 zde trvale žilo 39 obyvatel.
Tis je také název katastrálního území o rozloze 1,81 km2.

## Pamětihodnosti
- Filiální kostel Panny Marie

## Galerie

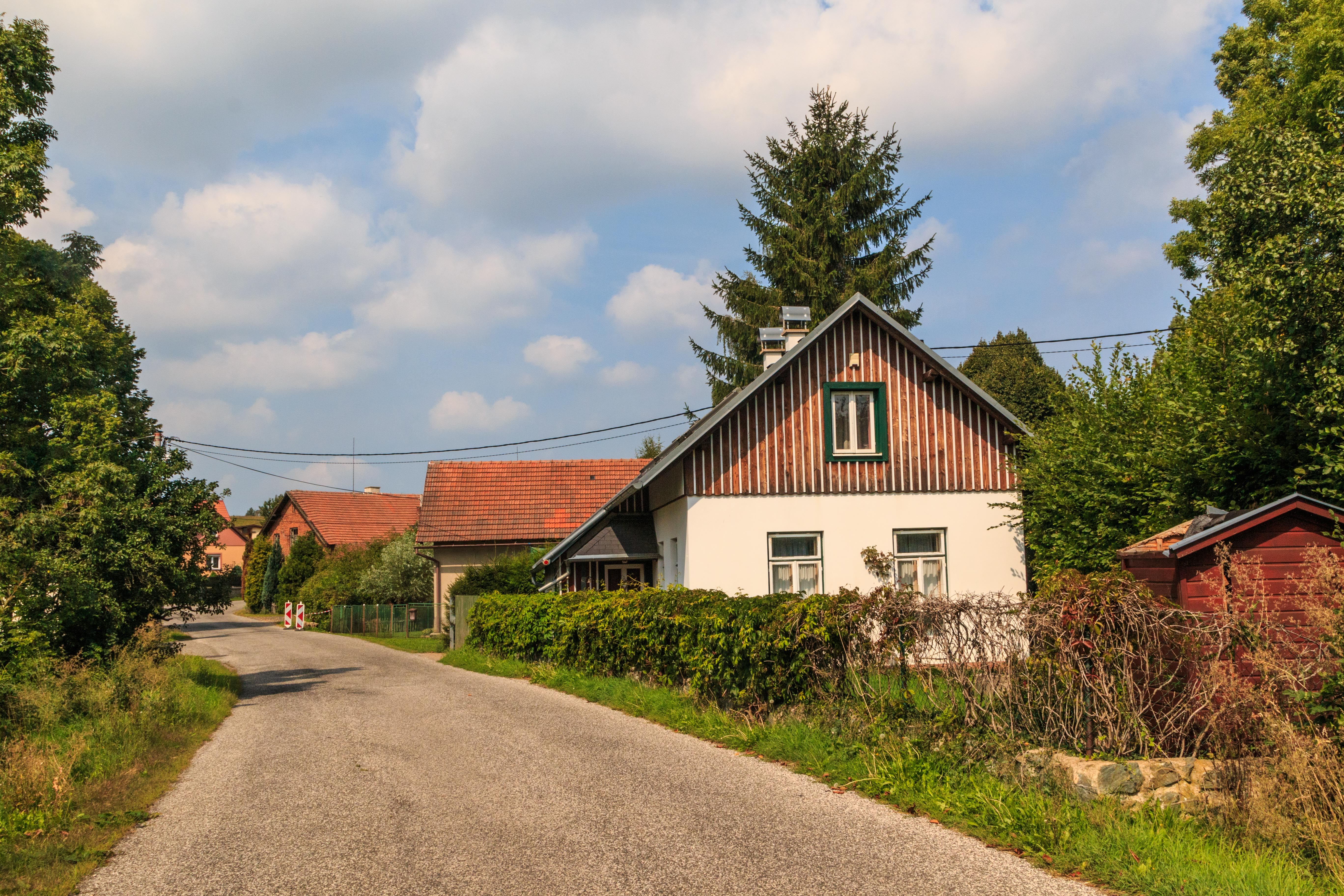
Tis u Janova - dům čp. 12
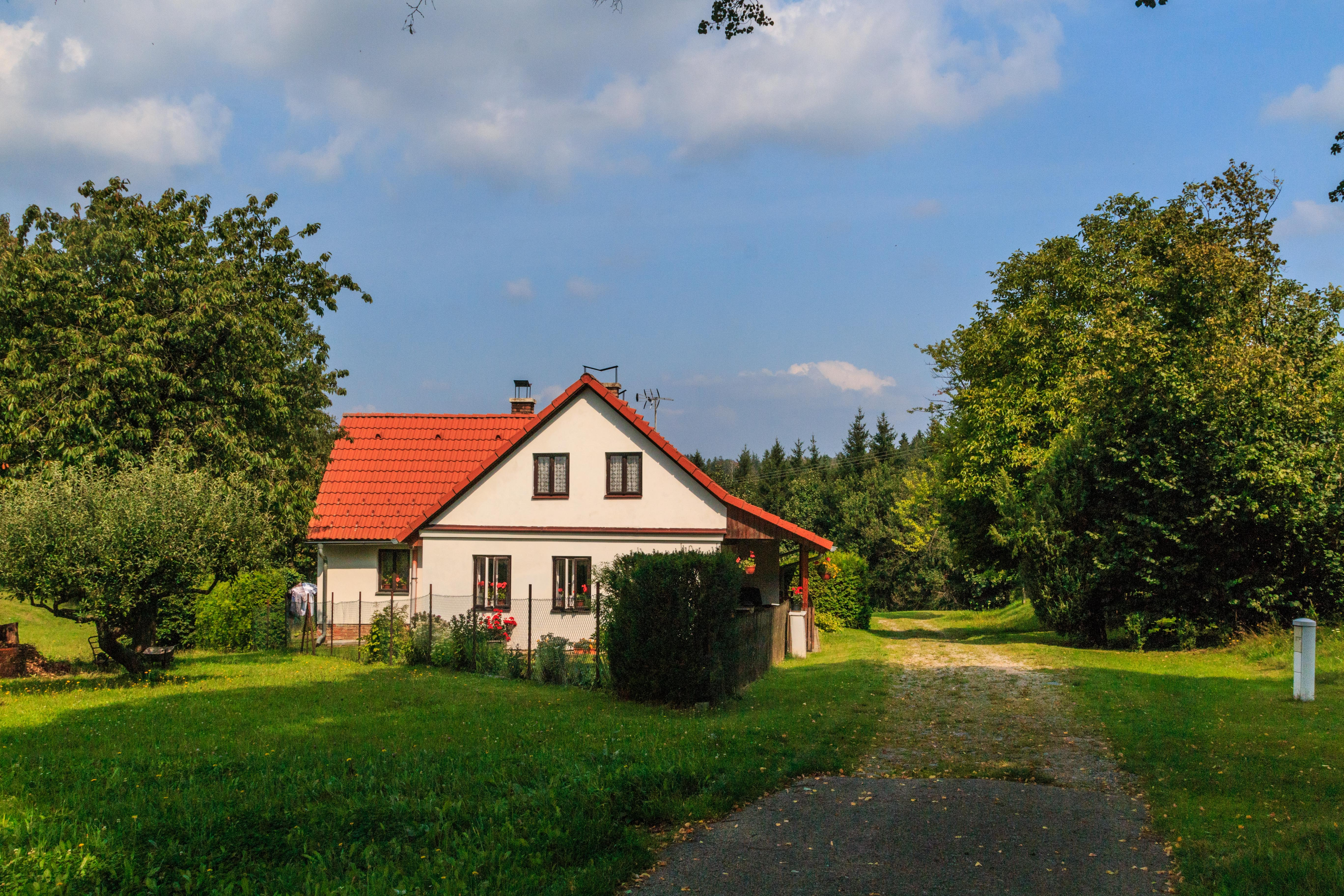
Tis u Janova - dům čp. 31
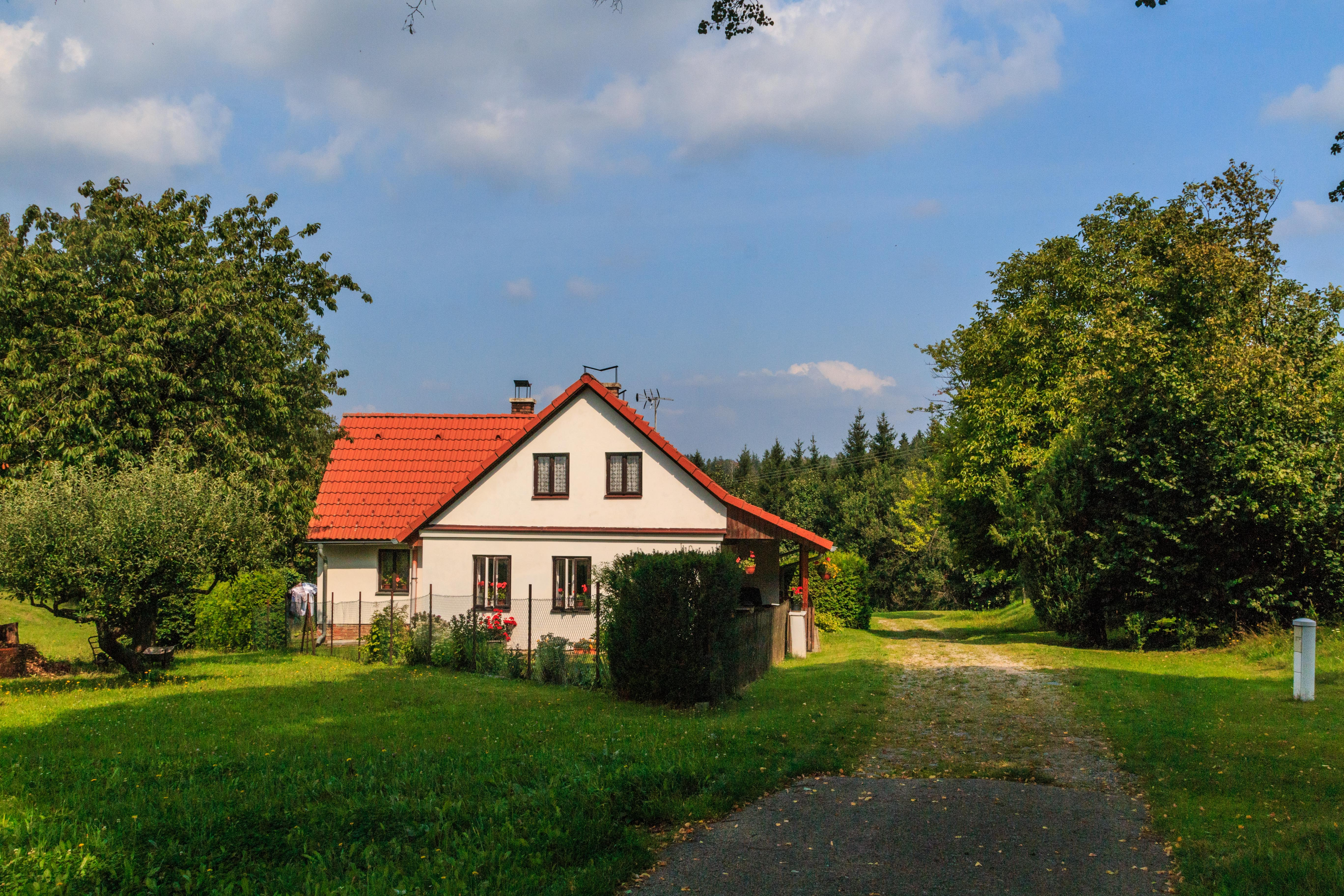
Tis u Janova - dům čp. 31
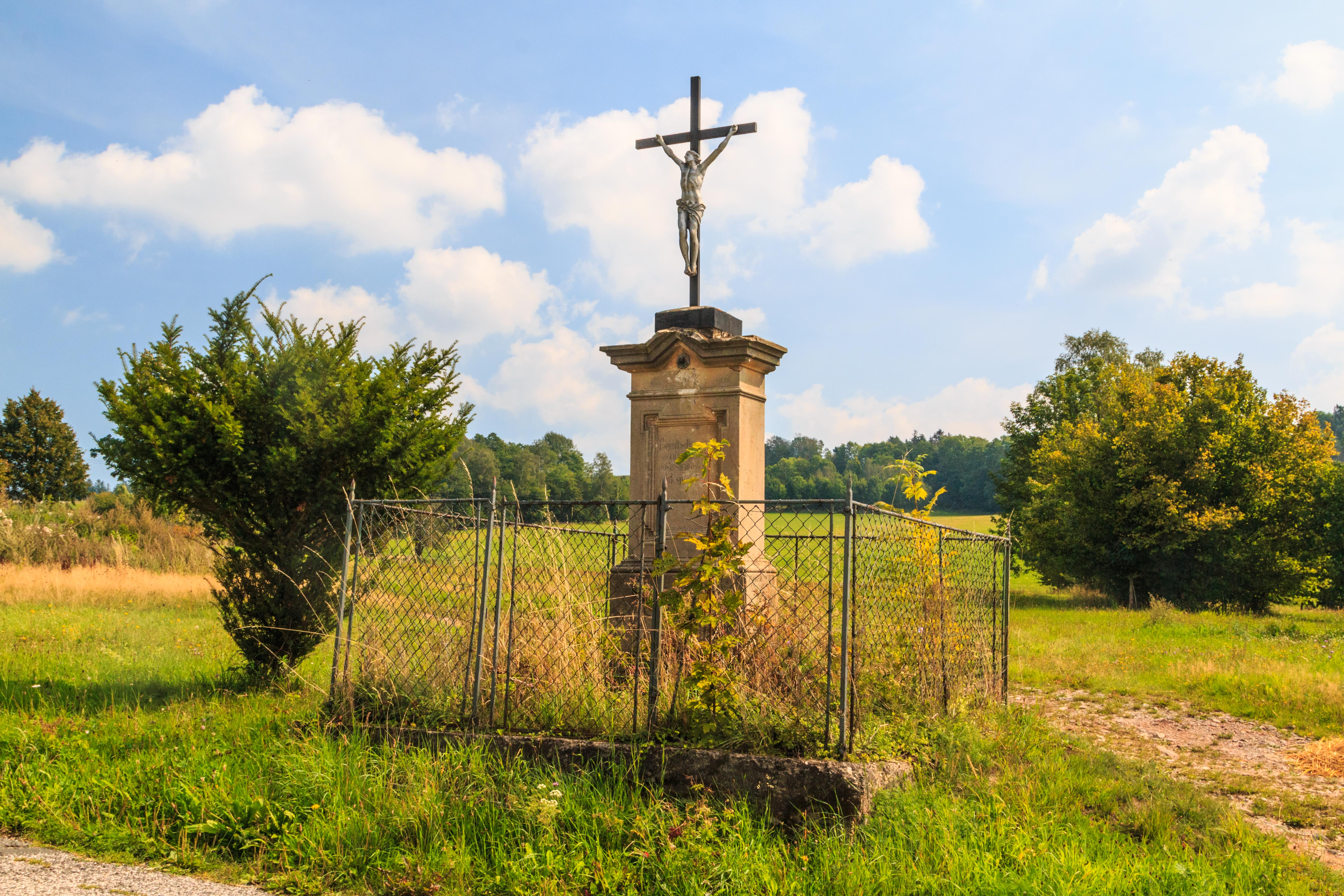
Tis u Janova - Křížek
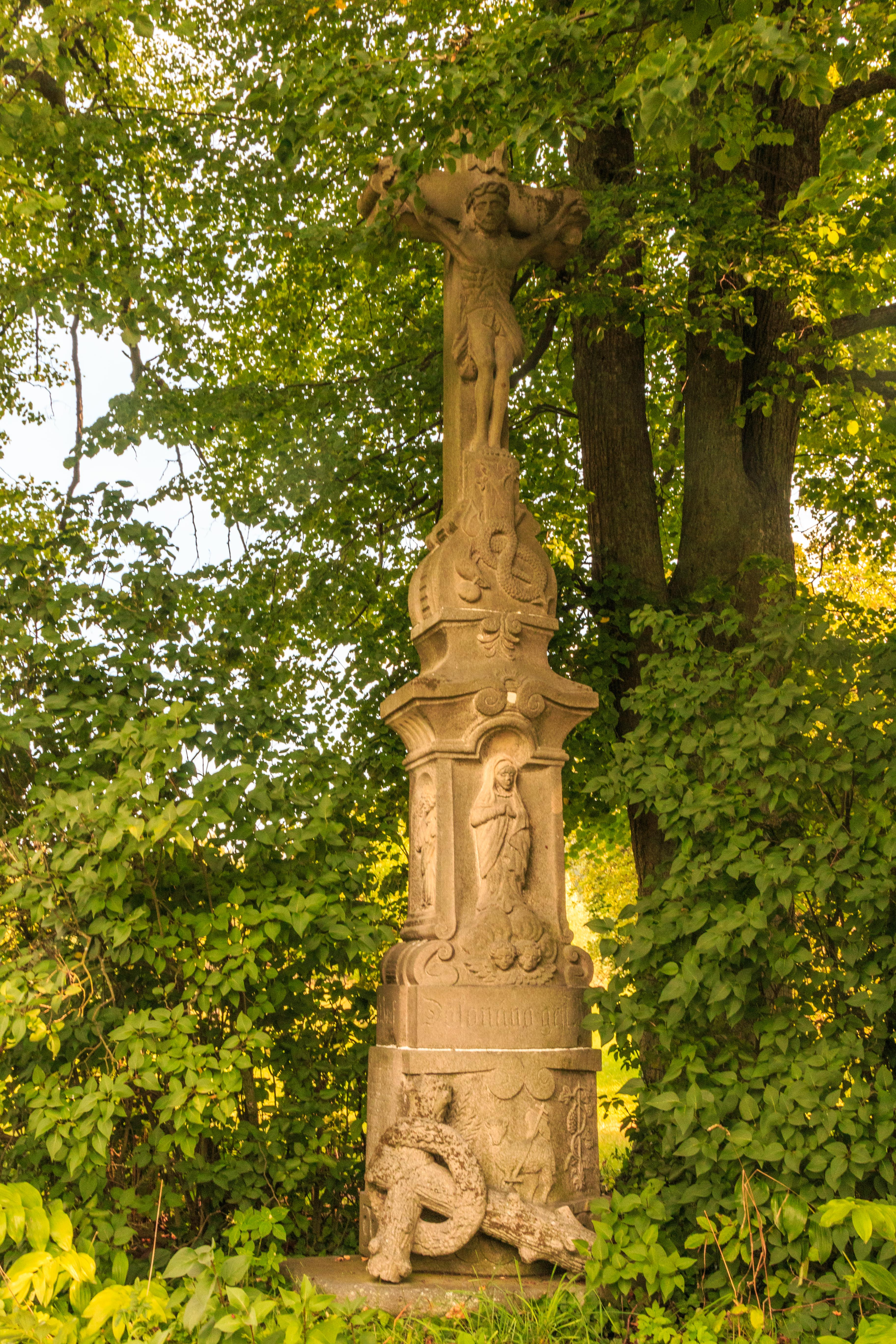
Kříž v Tisu u Janova
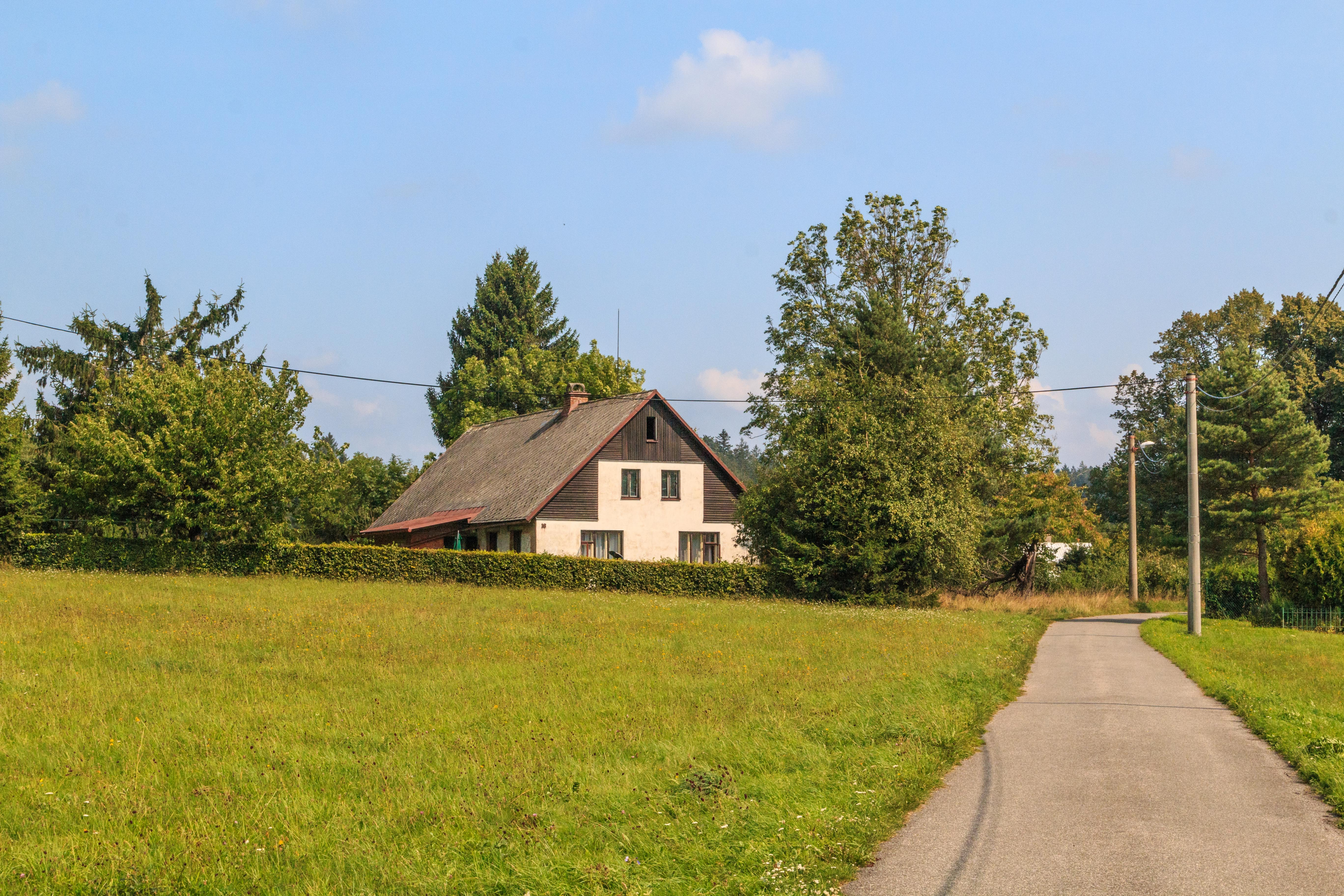
Tis u Janova - dům čp. 18